# 阿托庫蘭特羅
阿托庫蘭特羅（西班牙語：Hato Culantro），是巴拿馬的城鎮，位於該國西北部，由恩戈貝-布格雷特區的米羅諾區負責管轄，面積68.7平方公里，海拔高度562米，2010年人口2,110，人口密度每平方公里30.7人。